# Dino Crisis
Dino Crisis — серия игр в жанре Action-adventure, созданная Capcom и на данный момент состоящая из трёх игр. Первая и вторая части вышли на одной платформе, в то время, как Dino Crisis 3 вышел эксклюзивно на приставке Xbox.

## Игры серии
| Название      | Год и платформы                                  |
| ------------- | ------------------------------------------------ |
| Dino Crisis   | - 1999 — PlayStation - 2000 — Dreamcast, Windows |
| Dino Crisis 2 | - 2000 — PlayStation - 2002 — Windows            |
| Dino Stalker  | - 2002 — PlayStation 2                           |
| Dino Crisis 3 | - 2003 — Xbox                                    |